# Sedm mudrců

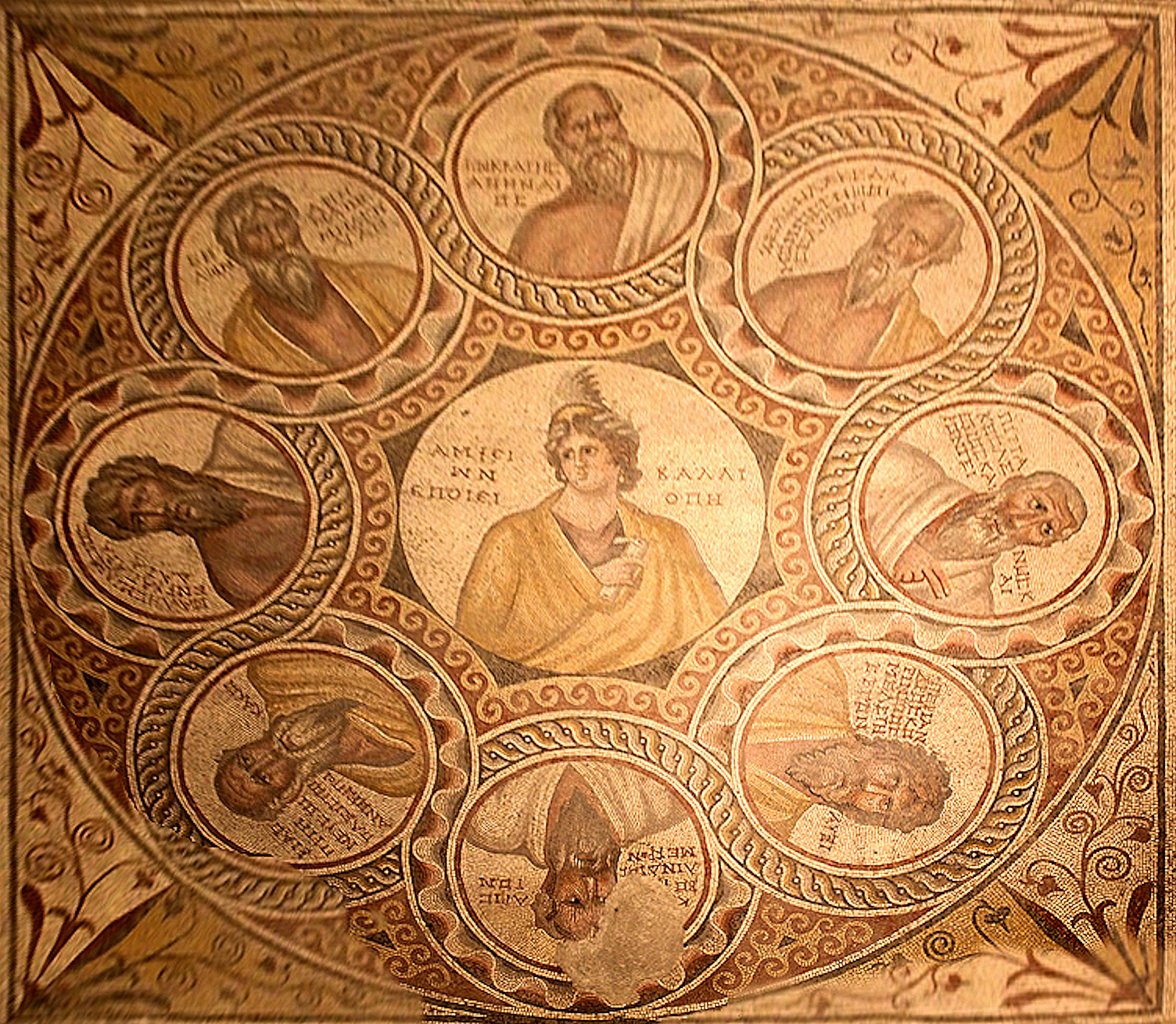
Mozaika sedmi mudrců z Baalbecku v Libanonu, nyní v Národním muzeu v Bejrútu v Libanonu. Kalliopé uprostřed a ve směru hodinových ručiček shora: Sókratés, Cheilón, Pittakos, Periandros, Kleobúlos (poškozená část), Bias, Thalés a Solón

Sedm mudrců je označení sedmi filozofů, státníků a zákonodárců ze 7.–6. století před naším letopočtem, kteří byli proslulí svou moudrostí.

## Sedm mudrců

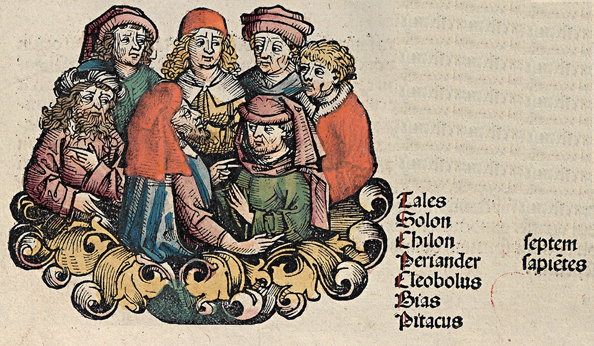
Vyobrazení sedmi mudrců v Norimberské kronice (1493)

Seznam sedmi mudrců uvedených v Platónově Prótagorovi obsahuje:
- Thalés z Milétu (asi 624 př. n. l. – asi 546 př. n. l.) je první známý řecký filozof, matematik a astronom. Byl prý fénického původu. Starověký životopisec Díogenés Laertios přisuzuje aforismus „Poznej sám sebe“, vyrytý na přední fasádě Apollónova chrámu v Delfách, Thalésovi.
- Pittakos z Mytilény (asi 640 př. n. l. – asi 568 př. n. l.) ovládal Mytilénu (Lesbos). Snažil se omezit moc šlechty a dokázal vládnout s podporou prostého lidu, kterému byl nakloněn.
- Bias z Priény (fl.  6. století př. n. l.) byl politik a zákonodárce 6. století př. n. l.
- Solón z Athén (asi 638 př. n. l. – asi 558 př. n. l.) byl slavný zákonodárce a reformátor z Athén, který vytvořil zákony, které formovaly athénskou demokracii.
- Kleobúlos, tyran z Lindu (fl. asi 600 př. n. l.), uváděný jako dědeček nebo tchán Thalése.
- Mysón z Chén (6. století př. n. l.).
- Cheilón ze Sparty (fl. 555 př. n. l.) byl spartský politik, kterému byla připisována militarizace spartské společnosti.

Díogenés Laertios však poukazuje na to, že mezi jeho zdroji panovala velká neshoda ohledně toho, které osobnosti by měly být počítány mezi sedm mudrců. Snad dvěma nejčastějšími změnami byla výměna Periandru z Korintu nebo Anacharsise ze Skythie za Mysóna. Na prvním Díogenově seznamu sedmi mudrců, který uvádí slovy „Tito muži jsou uznáni za moudré“, se místo Mysóna objevuje Periandros; stejná výměna se objevuje v Masce sedmi mudrců od Ausonia. Jak Eforos, tak Plútarchos (ve své Hostině sedmi mudrců) nahradili Mysóna Anacharsisem. Díogenés Laertios dále uvádí, že Dicaearchos uvedl deset možných jmen, Hippobotus navrhl dvanáct jmen a Hermippus vyjmenoval sedmnáct možných mudrců, z nichž různí lidé vybírali sedm různých. Leslie Kurke tvrdí, že „Ezop byl oblíbeným uchazečem o zahrnutí do skupiny“; epigram básníka Agathiase ze 6. století našeho letopočtu (Palatinská antologie 16.332) odkazuje na sochu Sedmi mudrců, před nimiž stojí Ezop.